# Cervignano d’Adda
Cervignano d’Adda – miejscowość i gmina we Włoszech, w regionie Lombardia, w prowincji Lodi.
Według danych na rok 2004 gminę zamieszkiwało 1560 osób, 390 os./km².